# Élections législatives suédoises de 1940

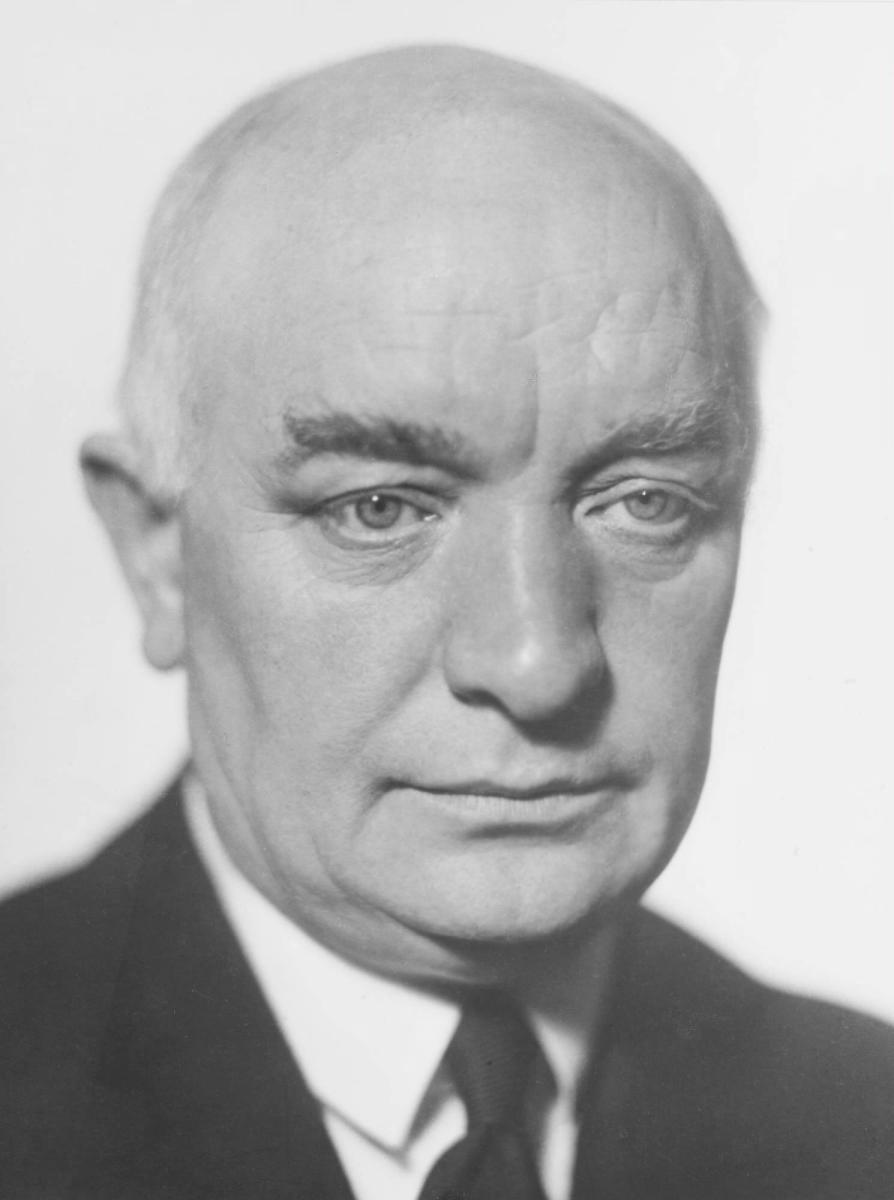
Per Albin Hansson en 1937.

Les élections législatives suédoises de 1940 se sont déroulées le 15 septembre 1940. Le Parti social-démocrate gagne les élections et reste au pouvoir.

## Résultats
| Parti      | Parti                               | Leader                  | Votes              | Votes  | Votes | Sièges | Sièges |
| Parti      | Parti                               | Leader                  | #                  | %      | +/− % | #      | +/−    |
| ---------- | ----------------------------------- | ----------------------- | ------------------ | ------ | ----- | ------ | ------ |
|            | Parti social-démocrate              | Per Albin Hansson       | 1 546 804          | 53,81  | +7,95 | 134    | +22    |
|            | Organisation nationale de la droite | Gösta Bagge             | 518 346            | 18,03  | +0,46 | 42     | −2     |
|            | Ligue des fermiers                  | Axel Pehrsson-Bramstorp | 344 345            | 11,98  | −2,37 | 28     | −8     |
|            | Parti du peuple                     | Gustaf Andersson        | 344 113            | 11,97  | −0,92 | 23     | −4     |
|            | Parti communiste de Suède           | Sven Linderot           | 101 424            | 3,53   | +0,22 | 3      | −2     |
|            | Parti socialiste                    | Nils Flyg               | 18 432             | 0,64   | −3,74 | 0      | −6     |
|            | Parti de la gauche socialiste       | Albin Ström             | 898                | 0,03   | +0,03 | —      | —      |
|            | Autres                              | —                       | ?                  | 0,00   | —     | —      | —      |
| Totaux     | Totaux                              | Totaux                  | 2 874 417          | 100,00 |       | 230    |        |
| Abstention | Abstention                          | Abstention              | ?                  |        |       |        |        |
| Exprimés   | Exprimés                            | Exprimés                | 2 889 137 (70,3 %) |        |       |        |        |